# Kutná Hora hlavní nádraží
Kutná Hora hlavní nádraží (Kutná Hora főpályaudvar) egy csehországi vasútállomás, Kutná Hora város határában, a központtól északkeletre.

## Vasútvonalak
Az állomást az alábbi vasútvonalak érintik:
- Kolín–Havlíčkův Brod-vasútvonal
- Kutná Hora–Zruč nad Sázavou-vasútvonal

## Szomszédos állomások
A vasútállomáshoz az alábbi állomások vannak a legközelebb:
- Hlízov (Kolín vasútállomás, Kolín–Havlíčkův Brod-vasútvonal)
- Církvice (Havlíčkův Brod, Kolín–Havlíčkův Brod-vasútvonal)
- Kutná Hora-Sedlec (Zruč nad Sázavou, Kutná Hora–Zruč nad Sázavou-vasútvonal)

## Fordítás
- Ez a szócikk részben vagy egészben  a   Kutná Hora hlavní nádraží című lengyel Wikipédia-szócikk fordításán alapul.  Az eredeti cikk szerkesztőit annak laptörténete sorolja fel. Ez a jelzés csupán a megfogalmazás eredetét és a szerzői jogokat jelzi, nem szolgál a cikkben szereplő információk forrásmegjelöléseként.